# Sembrancher
Sembrancher (zastarale německy Sankt Branschier) je obec v západní (frankofonní) části Švýcarska, v kantonu Valais. Je sídlem okresu Entremont. Žije zde přibližně 1 000 obyvatel.

## Geografie
Obec je situována na soutoku říček Dranse de Bagnes a Dranse d’Entremont při silnici nad průsmykem Sv. Bernarda, asi 10 km od lyžařského střediska Verbier a města Martigny. Spojují se zde údolí Val de Bagnes a Val d’Entremont.

## Historie

Sembrancher (cca 1915)

V Crettaz-Polet byly nalezeny pozůstatky osídlení a hroby chamblandského typu ze středního neolitu až pozdní doby laténské. Sembrancher byl zastávkou na průsmykové cestě přes průsmyk Sv. Bernarda.
V raném středověku patřil Sembrancher jako majetek biskupa ze Sionu pod jurisdikci vikomta z Orsières. V roce 1177 je místo poprvé zmiňováno jako Sancti Pancratii de Branchi. Na konci 11. století přešlo pod vládu savojských hrabat. V roce 1239 udělil Amadeus IV. Savojský obci svobody, které byly v letech 1322 a 1324 rozšířeny. Měla právo pořádat jarmarky, trhy a vrchnostenské právo. V roce 1359 se Sembrancher stal hlavním městem kastelánství Entremont. Od konce 13. století měl Sembrancher dobře organizovanou vesnickou komunitu. V roce 1376 podepsali měšťané s Aigle hradní listinu, která byla obnovena v letech 1676, 1736, 1766 a 1776. Po dobytí dolního Valais vojsky horního Valais v roce 1475 tvořil Sembrancher kastelánství až do roku 1798 jedno z panství hejtmanství Saint-Maurice.

Historická cesta přes Svatobernardský průsmyk

Od roku 1798 patřil Sembrancher nejprve k okresu (desátce) Sembrancher, v letech 1802–1810 k okresu Entremont, v letech 1810–1813 ke kantonu, od roku 1814 k modernímu okresu Entremont a od roku 1848 k okresu Entremont. V bývalém špitále (zmiňovaném v roce 1365, renovovaném v letech 1813 a 1850) sídlí okresní soud a od roku 1999 Maison de l’Entremont. K farnosti, kterou od roku 1150 obsluhovali kanovníci Velkého Bernarda, patřil do roku 1747 i Bovernier. Kostel Saint-Etienne (do roku 1286 Saint-Pancrace) byl kolem roku 1686 barokizován. Kaple existují v Chamoille (z roku 1686) a La Garde (z roku 1695). V roce 1796 se v Sembrancheru usadili trapisté a trapistky vyhnaní z Francie, ale počátkem roku 1798 museli místo opět opustit.
Se stavbou železnice Martigny–Orsières, která začala v roce 1906, přišlo do Sembrancher mnoho dělníků. V roce 2008 vstoupila na trh minerální voda se značkou Sembrancher. V Sembrancheru sídlí entre régional d’études des populations alpines (CREPA), založené v roce 1990.
Historické centrum obce je součástí Inventáře švýcarského dědictví (Swiss Heritage Sites). Zbytky věže hradu nad obcí byly později přestavěny pro potřeby kaple sv. Jana.

## Obyvatelstvo
| Rok            | 1802 | 1850 | 1900 | 1950 | 2000 | 2010 | 2012 | 2014 | 2016 |
| Počet obyvatel | 567  | 739  | 716  | 664  | 792  | 862  | 938  | 964  | 1011 |

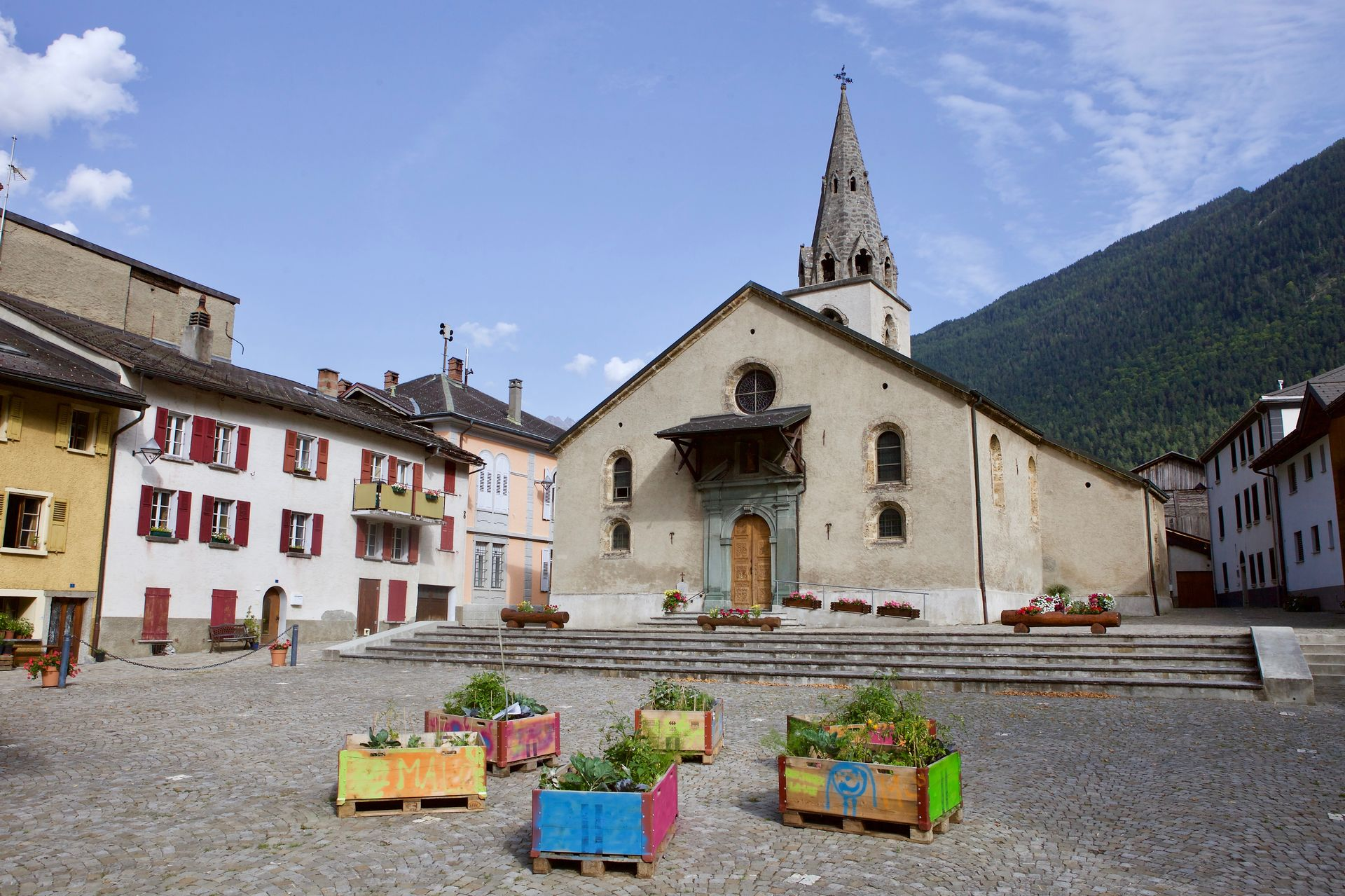
Kostel

V roce 2000 hovořilo 98,2 % obyvatel obce francouzsky. V obci žilo 9,3 % cizích státních příslušníků. V roce 2000 se k církvi římskokatolické hlásilo 89,0 % obyvatel, k švýcarské reformované církvi 3,7 % obyvatel.

## Doprava
Sembrancher je dopravní uzel. Obec leží na hlavní silnici 21 do Svatobernardského průsmyku a na železniční trati Martigny–Orsières (vedoucí údolím Val d’Entremont), odkud vede odbočka do Le Châble. Provozuje ji společnost Transports de Martigny et Régions (dříve Chemin de fer Martigny-Orsières).
Ze Sembrancheru jezdí autobusové linky do sousedních obcí Vens (Sembrancher), Vollèges, Levron a Chamoille. Hlavní silnice 94 vede do střediska zimních sportů Verbier, hlavní silnice 91 přes Col des Planches do Martigny a hlavní silnice 89 přes Col du Lein do Saxonu.

## Fotogalerie

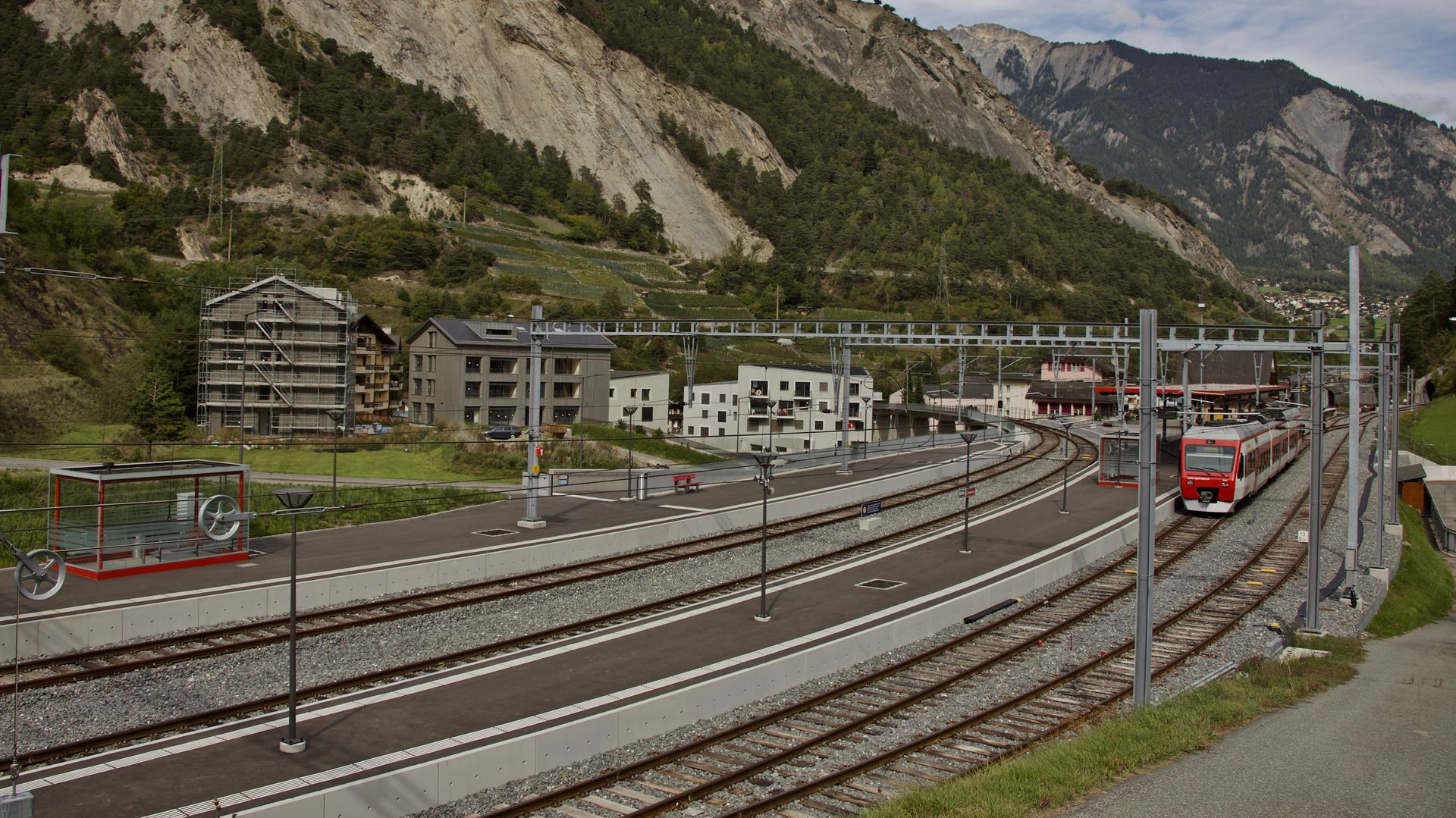
Železniční stanice
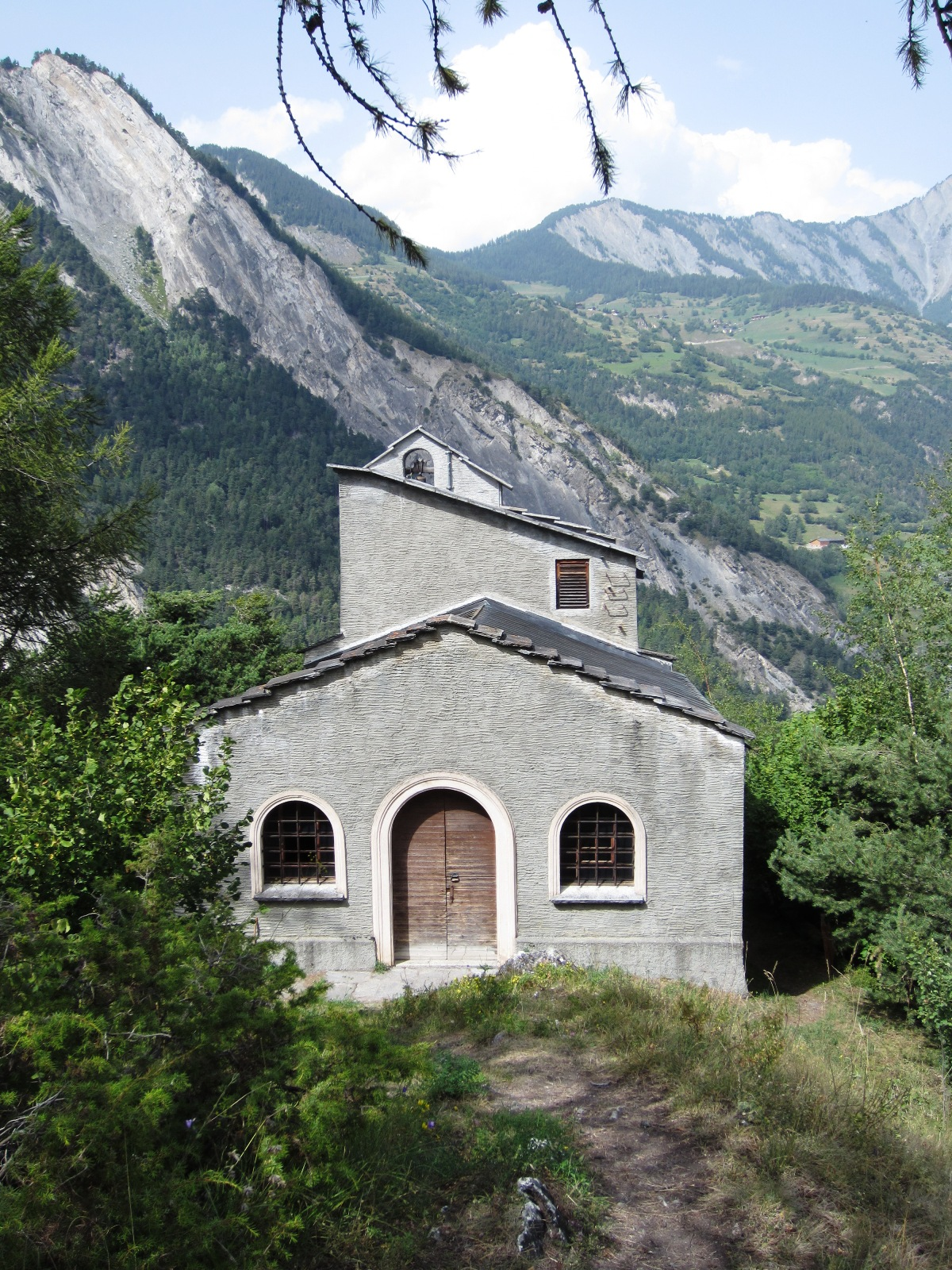
Kaple sv. Jana
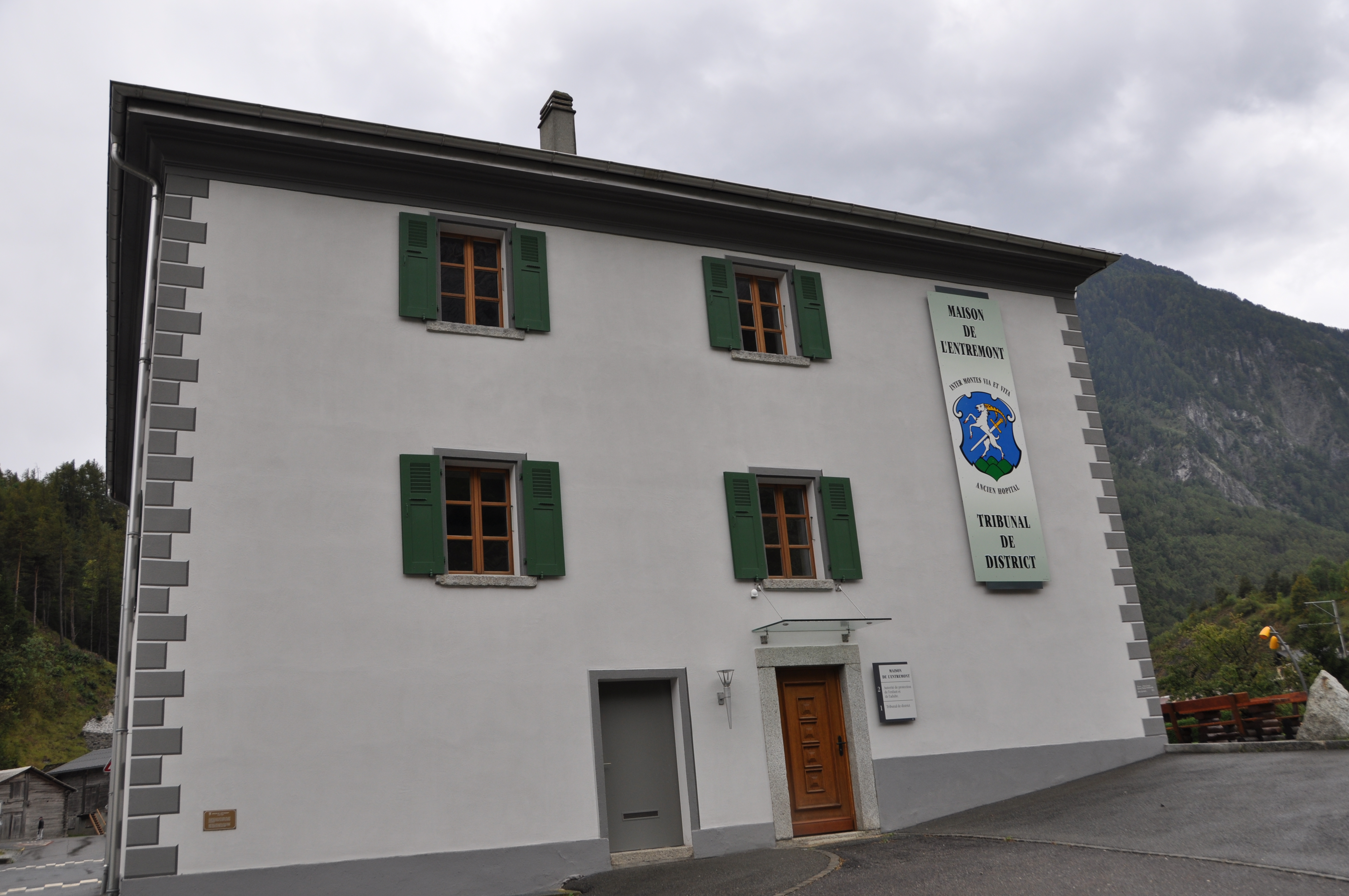
Bývalý špitál, dnes Maison de l’Entremont
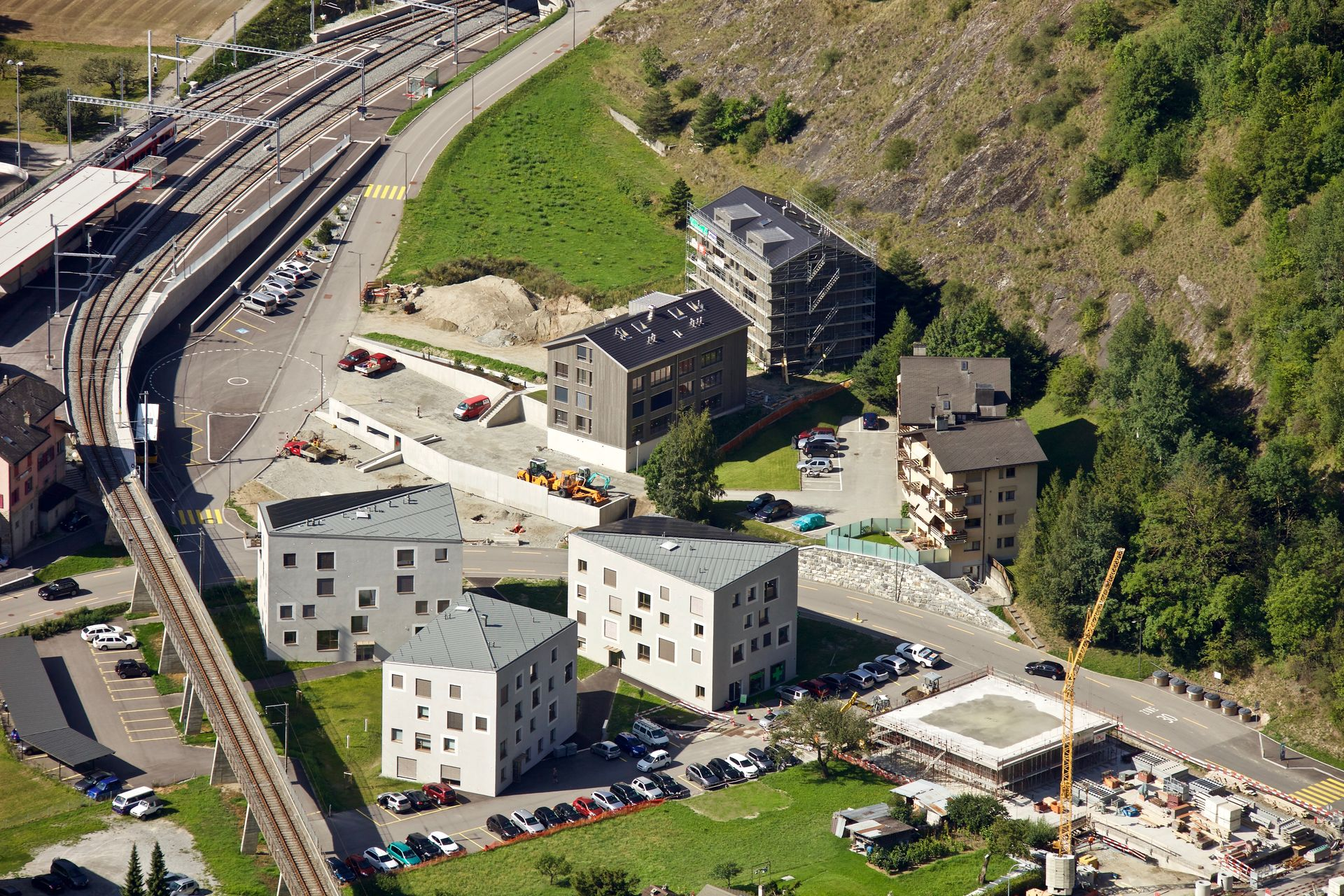
Moderní výstavba v obci